# Stiljagi
Stiljagi (russisk: Стиляги) er en russisk spillefilm fra 2008 af Valerij Todorovskij.

## Medvirkende
- Anton Sjagin as Mels "Mel" Birjukov
- Oksana Akinsjina as Polina "Polly"
- Maksim Matvejev as Fjodor "Fred"
- Jevgenija Brik as Katja
- Jekaterina Vilkova as Betsi